# Shangjiuwu (köpinghuvudort i Kina, Henan Sheng, lat 33,95, long 112,98)
Shangjiuwu är en köpinghuvudort i Kina. Den ligger i provinsen Henan, i den centrala delen av landet, omkring 110 kilometer sydväst om provinshuvudstaden Zhengzhou. Antalet invånare är 39 887. Befolkningen består av 19 000 kvinnor och 20 887 män. Barn under 15 år utgör 21,0 %, vuxna 15-64 år 69 %, och äldre över 65 år 9,0 %.
Runt Shangjiuwu är det mycket tätbefolkat, med 1 517 invånare per kvadratkilometer. Närmaste större samhälle är Yangzhuang, 13,6 km söder om Shangjiuwu. Trakten runt Shangjiuwu består till största delen av jordbruksmark.
Genomsnittlig årsnederbörd är 819 millimeter. Den regnigaste månaden är september, med i genomsnitt 157 mm nederbörd, och den torraste är januari, med 5 mm nederbörd.